# Kazım Abacı

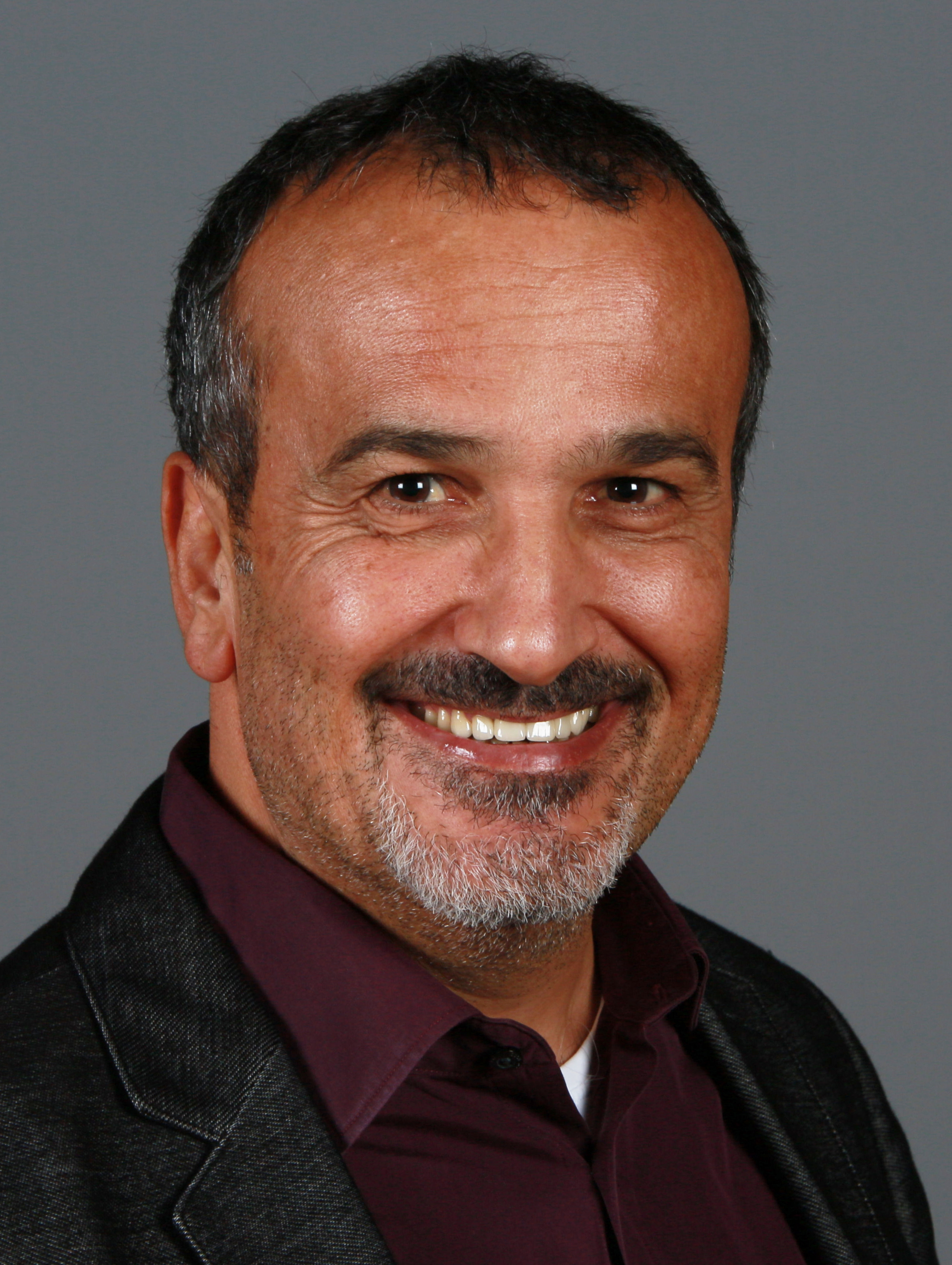
Kazım Abacı (2018)

Kazım Abacı (* 5. August 1965 in Büyük Örtülü, Landkreis Sarız, Türkei) ist ein türkisch-deutscher Politiker (SPD) und Geschäftsführer von Unternehmer ohne Grenzen, einer gemeinnützigen Organisation, die sich für die Förderung kleiner und mittlerer Hamburger Unternehmen, insbesondere von Gründern und Unternehmern mit Migrationshintergrund einsetzt. Vom 2011 bis 2025 war er Mitglied der Hamburgischen Bürgerschaft.

## Leben und Wirken
Abacı ist diplomierter Volkswirt und Sozialökonom. Er war zunächst in einem Steuerberatungsbüro tätig. Ab 2000 beriet er als Unternehmensberater neu gegründete Unternehmen, die in Deutschland von Migranten geführt werden.
Abacı war ursprünglich Mitglied der Grün-Alternativen Liste. Nach der Zustimmung der Grünen zum Kosovo-Krieg im Mai 1999 erklärte er mit anderen Parteimitgliedern um die Bürgerschaftsabgeordneten Heike Sudmann und Norbert Hackbusch seinen Parteiaustritt. Später trat er der SPD bei. Über die Landesliste der SPD wurde er bei den Bürgerschaftswahlen 2011, 2015 und 2020 in das Landesparlament gewählt. Er war dort Mitglied im Fraktionsvorstand der SPD und im Sozial-, Schul-, Innen- und im Eingabenausschuss. Außerdem war er Fachsprecher der SPD-Fraktion für Integration und Flüchtlingspolitik und stellvertretender bildungspolitischer Sprecher. Bei der Bürgerschaftswahl 2025 verfehlte er den Wiedereinzug in die Bürgerschaft.
Abacı war einer der Organisatoren einer Anti-Rechtsextremismus-Demonstration am 19. Januar 2024 in Hamburg, die nach Bekanntwerden eines Treffens von Rechtsextremisten in Potsdam stattfand. Die Demonstration, die weit mehr Teilnehmer anzog als erwartet, wurde vorzeitig beendet, als sich die Teilnehmerzahl auf geschätzte 130.000 erhöhte, obwohl nur 10.000 erwartet wurden. Diese Resonanz wurde als starkes öffentliches Engagement gegen rechtsextreme Strömungen und neonazistische Netzwerke in Deutschland gedeutet und als ein Zeichen der kollektiven Entschlossenheit, demokratische Werte und gesellschaftlichen Zusammenhalt zu verteidigen.
Im September 2024 forderte er im Hamburger Abendblatt eine Arbeitspflicht für Geflüchtete.
Abacı ist ledig und hat einen erwachsenen Sohn.